# Молния бьёт дважды
«Молния бьёт дважды» (англ. Lightning Strikes Twice) — фильм нуар режиссёра Кинга Видора, вышедший на экраны в 1951 году.
Фильм рассказывает историю актрисы (Рут Роман), которая приезжает на отдых на одно из техасских ранчо, оказываясь в центре клубка сложных интриг между несколькими семьями землевладельцев, включающих измену, ревность, подозрительность, ложь и недоверие, а также сострадание и любовь. Распутывая сложное дело об убийстве жены главного героя (Ричард Тодд), героиня в итоге находит свою любовь.
Часть фильма снималась в Викторвилле, Калифорния, на краю пустыни Мохаве, а сцены на ранчо Тревельяна снимались на ранчо режиссёра Видора в Пасо Роблес, Калифорния.

## Сюжет
Находящийся в камере смертников одной из техасских тюрем Ричард Тревельян (Ричард Тодд) неожиданно получает освобождение после того, как одна из присяжных отказывается признать его виновным в убийстве жены Лорейн. Тем временем театральная актриса Шелли Карнс (Рут Роман) направляется на отдых на уединённое ранчо «Тамбл мун», в автобусе узнавая от местных жителей о деле владельца богатого ранчо Тревеляна, который, по их мнению, купил себе свободу за деньги. В 80 милях от «Тамбл мун» Шелли останавливается переночевать в ближайшей городской гостинице, которая принадлежит немолодой влиятельной супружеской чете Ноланов, Джею Ди (Фрэнк Конрой) и Майре (Кэтрин Гивни). На следующий день Майра даёт Шелли свой автомобиль, чтобы доехать до «Тамбл мун». Попав по дороге в сильнейшую грозу, актриса сбивается с пути, и в конце концов её машина вязнет в грязи. Кое-как добравшись до ближайшего дома, Шелли неожиданно встречает там Тревельяна, который предлагает ей переждать грозу и остаться на ночлег. По ходу разговора Тревельян заключает, что Майра специально подослала Шелли, чтобы выведать информацию о нём. На вопрос о Лорейн Тревельян сухо отвечает, что она была весёлой и красивой, но порочной. На следующее утро Тревельян просит Шелли никому не говорить, что она его видела. Прибыв в «Тамбл мун», актриса знакомится с хозяйкой ранчо Лизой Макстрингер (Мерседес Маккембридж), которая живёт вместе со своим хромым братом-подростком Стрингом (Дэррил Хикман). Неожиданно Лиза заявляет, что ранчо больше не принимает отдыхающих. Однако увидев, как Шелли удалось за игрой в шахматы оживить замкнутого и хмурого Стринга, хозяйка разрешает ей остаться на несколько дней. Лиза рассказывает, что именно она в качестве присяжной выступила за оправдание Тревельяна, в результате чего стала изгоем среди местного населения. Вскоре Шелли знакомится с местным священником, отцом Полом (Рис Уильямс), который рассказывает, что это он обнаружил на ранчо Тревельянов убитую Лорейн с пробитой головой, и видел, как в это время Тревельян что-то закапывал в поле около дома. Хотя Тревельян в суде утверждал, что всю ночь занимался с больной лошадью, на закопанном полотенце была обнаружена кровь его жены.
Некоторое время спустя в местной аптеке Шелли встречает Тревельяна, которого местные жители буквально обходят стороной. Тревельян делает вид, что не узнаёт Шелли и проходит мимо. Однако актриса не верит в виновность Тревельяна, и берётся выяснить правду. Отправившись на поиски Тревельяна, Шелли находит его на выступе одного из каньонов, где на предложение помочь найти настоящего убийцу он реагирует раздражённо, советуя не вмешиваться в это дело. Уходя по узкой тропе, Шелли чуть было не соскальзывает в пропасть, и Тревельян помогает ей выбраться на безопасное место. На мгновение они оказываются в объятиях друг друга и спонтанно целуются. Тем не менее, Тревельян настаивает на том, чтобы Шелли уезжала. Увидев, что Шелли готовится к отъезду, Лиза благодарит её за доброту к Стрингу, который тяжело переживал смерть Лорейн, так как был в неё тайно влюблён. По словам Лизы, Лорейн была распутной девкой, которая устроилась работать к Нолану и сразу же завела с ним роман. А когда он выгнал её, она тут же вышла замуж за Тревельяна. Шелли заезжает на ранчо Ноланов, чтобы вернуть машину. Майра рассказывает ей, что они относились к Тревельяну как родному сыну, и он их тоже любил, но после ареста категорически отказался с ними общаться. Майра по-прежнему переживает за Тревельяна, и надеялась через Шелли что-либо узнать о нём, однако актриса говорит, что в «Тамбл мун» его нет. По настоянию Ноланов Шелли остаётся погостить в их доме несколько дней, и тем же вечером на приёме знакомится с их соседом, шутником и дамским угодником Харви Тёрнером (Закари Скотт). Харви рассказывает ей о том, что Лорейн была распутной и злой женщиной, и Тревельяну просто не повезло, что именно он на ней женился, так как она могла довести до убийства кого угодно. Следующим вечером Харви пытается объясниться Шелли в любви, однако она не отвечает ему взаимностью. Сильно расстроенный, Харви уговаривает Шелли совершить вечернюю автомобильную поездку по окрестностям, во время которой пугает её разговорами о том, что она будет сожалеть о своём поступке.
Когда Харви останавливает машину у своего дома, Шелли в страхе убегает от него. Неожиданно в темноте она наталкивается на Тревельяна, который объясняет, что это он попросил Харви привезти её сюда, чтобы попрощаться. Он тоже собирается уезжать, так как с помощью Харви нашёл интересную работу. Не в силах расстаться, Шелли и Тревельян объясняются друг другу в любви, и на следующий день тихо сочетаются браком в местной церкви. Вечером, прямо во время интимного свадебного ужина в доме Тревельяна появляется ревнивая Лиза, утверждая, что она была здесь в день убийства, но голосовала в суде за оправдание Тревельяна, потому что, по её мнению, Лорейн заслуживала смерти. Ночью, опасаясь Тревельяна, Шелли убегает из дома. Тем временем на своём ранчо Лиза рассказывает Стрингу, что в день убийства она была в доме Тревельянов, где застала Лорейн в постели вместе с Харви. Когда после его ухода Лорейн стала издеваться над Лизой и её влюблённостью в Тревельяна, та в порыве ярости убила её. После этого рассказа Стринг решает, что они должны немедленно уехать, и отправляется паковать вещи. В этот момент в доме появляется Шелли, умоляя Лизу сказать, убил ли Тревельян свою жену. Лиза рассказывает Шелли, как на самом деле произошло убийство, а затем готовится разбить голову и ей. В этот момент в дом вбегают Харви и Тревельян, спасая Шелли, но Лиза вместе со Стрингом успевает сесть в машину и уехать. Вскоре полиция замечает её машину и начинает преследование. На одном из крутых поворотов Лиза теряет управление, вылетает с дороги и разбивается вместе со Стрингом. Через некоторое время на месте происшествия отец Пол говорит, что Лиза успела исповедоваться ему перед смертью. Свободный от всяких подозрений, Тревельян восстанавливает отношения с Ноланами, с которыми, как выясняется, перестал общаться, потому что подозревал, что это Джей Ди убил Лорейн. Вместе с Шелли Тревельян уезжает к новой жизни.

## В ролях
- Рут Роман — Шелли Карнс
- Ричард Тодд — Ричард Тревельян
- Мерседес Маккембридж — Лиза Макстрингер
- Закари Скотт — Харви Тёрнер
- Фрэнк Конрой[англ.] — Джэй Ди Нолан
- Кэтрин Гивни[англ.] — Майра Нолан
- Рис Уильямс — отец Пол
- Дэррил Хикман[англ.] — Стринг

## Создатели фильма и исполнители главных ролей
За свою длительную кинокарьеру Кинг Видор пять раз номинировался на «Оскар» как лучший режиссёр таких фильмов, как мелодрама «Толпа» (1928), мюзикл «Алиллуйя» (1929), спортивная драма «Чемпион» (1931), социальная драма «Цитадель» (1938) и эпическая картина по роману Льва Толстого «Война и мир» (1956). К его лучшим фильмам относятся также военная мелодрама «Большой парад» (1925), романтическая комедия «Патси» (1928), социальная драма «Уличная сцена» (1931), мелодрама «Стелла Даллас» (1938) и вестерн «Дуэль под солнцем» (1946). В 1949 году на студии Warner Bros. Видор поставил фильм «Источник» по одноимённому социально-философскому роману, который в 1943 году написала Айн Рэнд. Историк кино Маргарита Ландазури назвала картину «сексуальной, безумной мелодрамой», которой Видор придал великолепное визуальное изящество, воспользовавшись ощутимым сексуальным жаром между исполнителями главных ролей Гэри Купером и Патрицией Нил. Студия была настолько довольна этим фильмом, что предложила Видору контракт ещё на две картины. Сначала Видор поставил фильм нуар «За лесом» (1949) с Бетт Дейвис в главной роли, который был «куда менее удачным», за ним последовала «Молния бьёт дважды». Как отметил киновед Гленн Эриксон, с наступлением 1950-х годов блистательные, эксцентричные картины Кинга Видора становились всё более эксцентричными, чем блистательными. В частности, его фильмы «Источник» (1949) и «Руби Джентри» (1952) стали интересными примерами динамичного визуального решения, однако их перегретый мелодраматизм невозможно воспринимать всерьёз.
С конца 1940-х годов Рут Роман сыграла много значимых ролей второго плана в таких фильмах нуар, как «Чемпион» (1949), «Окно» (1949), «За лесом» (1949), а также главные женские роли в нуаре «Завтра будет новый день» (1951) и в нуаровом триллере Альфреда Хичкока «Незнакомцы в поезде» (1951). Кроме того, она исполнила главные роли в фильмах других жанров, среди них мелодрама «Три тайны» (1950), приключенческий экшн «Дующий ветер» (1953), вестерн «Далёкий край» (1954) и военная драма «Горькая победа» (1957).
Британский актёр Ричард Тодд в 1950 году был номинирован на Оскар за исполнение главной роли в военной драме «Горячее сердце» (1949). Среди других памятных картин Тодда — историческая военная драма «Разрушители плотин» (1955), историческая мелодрама «Королева-девственница» (1955), биопик «Человек по имени Питер» (1955), а также криминальные ленты «Страх сцены» (1950) Хичкока, «Погоня за мрачной тенью» (1958), «Не отпускай» (1960) и «Мальчики» (1962).
Это был первый фильм Мерседес Маккембридж после завоевания ей Оскара как лучшей актрисе второго плана за роль несгибаемой помощницы главного героя в политической драме «Вся королевская рать» (1949). Позднее она была номинирована на Оскар за лучшую роль второго плана в эпическом вестерне «Гигант» (1956). Критики также выделяют яркую игру Маккембридж в вестерне «Джонни Гитара» (1954), другими наиболее памятными её картинами были фильм нуар «Шарф» (1951), психологическая драма «Внезапно, прошлым летом» (1959), исторический фильм «Симаррон» (1960) и драма «Ангельский ребёнок» (1961). Позднее Маккембридж была «голосом дьявола» в фильме ужасов «Изгоняющий дьявола» (1973).

## Оценка фильма критикой

### Общая оценка фильма
После выхода фильма на экраны журнал «Variety» оценил его в целом позитивно, отметив, что «в фильме есть саспенс и динамика, а также интересное психологическое развитие, чтобы всё время удерживать к себе интерес… Кинг Видор не пропускает ни одного шанса, чтобы поддержать напряжённость и скрыть личность истинного преступника до самого финала». «Variety» также понравились производственные качества картины, благодаря которым обеспечивается «реалистичный вид американского Запада», а также передаётся ощущение страха и ужаса.
Современный киновед Спесер Селби посчитал, что это «сильный фильм, в котором Видор с огромным успехом подстроился под стиль нуар в варианте студии Warner Bros.» , а Гэри Туз назвал его «крепким фильмом, который можно втиснуть в рамки стиля нуар», где Рут Роман уподобляется Патриции Нил из фильма «Источник» (1949). По мнению Хэла Эриксона, «новшество фильма заключено в его уникальном для жанра нуар месте действия: вместо стандартного большого города события происходят на открытых пространствах Техаса», а Гленн Эриксон отметил, что «фильм движется в хорошем темпе и содержит странный сюрприз или захватывающий образ почти каждые пять минут». Ландазури охарактеризовала картину как «сделанный на основе неожиданного источника, не полностью успешный, но тем не менее увлекательный фильм, который обращает на себя внимание режиссёрским мастерством великого Кинга Видора и неотразимой игрой энергичной Мерседес Маккембридж».
В книге Рэймонда Дёргната и Скотта Симмона «Кинг Видор, американец» фильм назван «наиболее полной работой Видора в жанре фильм нуар». Однако сам режиссёр назвал её «ужасной», что как полагают авторы книги, отчасти было вызвано проблемами с актёрским составом, но главным образом проблемами самого режиссёра . По мнению Дёргната и Симмона, сюжет картины как будто играет на контрасте жанров, однако в действительности режиссёр не стремится к слиянию нуара с вестерном, а скорее пытается представить пейзаж как освобождение от интриг «внутри старого мрачного дома». Однако авторы книги считают, что «прогулки на лошадях, работа на скотоводческом ранчо и кактусовые равнины не вносят свежую альтернативу вестерна в мир нуаровой подозрительности». А малейшее введение типичных для Видора черт — энтузиазма, открытости, живости — развалило бы и без того шаткую структуру фильма. Как полагает Ландазури, «беспросветная и безнадёжная природа фильма нуар вступила в противоречие с оптимизмом многих лучших фильмов Видора».

### Оценка работы режиссёра и творческой группы
Многие критики обратили внимание на крайне запутанный и неубедительный сюжет фильма. Как написал Гленн Эриксон, «сценарий Ленор Коффи закручивает идею „Ребекки“ (1940) в кинематографический крендель». Касаясь работы режиссёра, критик указывает на родство «этого фильма Кинга Видора с безумными женскими картинами Дугласа Сирка. Столкнувшись с полной сюжетных поворотов, надуманной историей с нестабильными персонажами, Видор тем не менее смог сделать фильм высоко смотрибельным и даже доставляющим удовольствие». Далее Эриксон отмечает, что Видор — очень динамичный режиссёр, что заметно по тому, как он выбирает ракурсы и выстраивает композицию, при этом придавая происходящему некоторую странную изолированность. Однако чрезмерная, порой истерическая актёрская игра и суета вокруг сравнительно несложной тайны может вызвать улыбку. Кроме того, вид светского общества, одетого как будто на Ривьере и содержащего слуг в ливреях, довольно забавен для суровых условий Невады того времени. Кроме того, по мнению Эриксона, фильм «довольно неблагосклонно показывает местное индейское и мексиканское население, которое предсказуемо образует группу улыбающихся простаков, у которых нет иного смысла существования, кроме как обслуживать модную компанию». Туз и Эриксон также обратили внимание на великолепную операторскую работу Сида Хикокса, особенно, полные художественного символизма съёмки на природе.

### Оценка актёрской игры
По мнению ряда критиков, проблемы фильма с актёрским составом связаны, прежде всего, с исполнителями главных ролей Ричардом Тоддом и Рут Роман, которые, по словам Ландазури, «довольно бесцветны, и им не хватает химии как исполнителям ролей романтических героев». Так, британец Тодд чувствует себя явно неуютно в роли человека с американского Запада, и, кроме того, по мнению Ландазури, от него не исходит ничего особенно угрожающего. Гленн Эриксон также считает, что Тодд очень неверно подобран на роль, а Кини добавляет, что «ирландский актёр Тодд немного зажат в роли бывшего заключённого, в то время как Роман и Маккембридж своей игрой доставляют наслаждение».
По мнению Гленна Эриксона, фильм не стал актёрской удачей и другой его звезды Рут Роман, «талантливой актрисы с очевидными эротическими возможностями, о которых можно судить по её более ранним работам, таким как „Окно“ (1949)». В этом же фильме, даже когда погода или необычайные пейзажи не отвлекали внимания от игры мисс Роман, режиссёр Видор «позволял другим актёрам второго плана бесстыдно прибирать к рукам очередную её сцену». Третьим неудачником в актёрском составе критика признала Закари Скотта, которому, по словам Ландазури, практически нечего играть, кроме как изображать ещё одного ничтожного плейбоя. Хэл Эриксон также отметил, что Скотт исполняет свою обычную роль ленивого плейбоя, а Гленн Эриксон написал, что «елейный Закари Скотт в энный раз исполняет роль сладкоречивого скользкого типа из высшего сословия, которому не доверишь даже помыть машину. Он получает строку за строкой неостроумные и несмешные „тонкие“ фразы, которые Рут Роман должна воспринимать как очаровательные».
Однако, по мнению Ландазури, в фильме есть и две очень своеобразных и ярких роли, которые превращают его в увлекательное зрелище. Во-первых, это резкая, скрытная и угрюмая Мерседес Маккембридж в роли Лизы, об игре которой журнал «Cosmopolitan» написал, что она «завладевает вашим вниманием каждую секунду, когда присутствует на экране, и заставляет вас жалеть о каждой секунде, когда её нет». По словам, Дёргнэта и Симмона, «в роли подобной ящерице андрогинной Лизы с короткой стрижкой и мундштуками, свисающими из рабочей рубахи, Маккембридж предстаёт как стремительный сгусток сексуального напряжения». Хэл Эриксон также выделил Маккембридж среди актёров второго плана, а Гленн Эриксон прямо написал, что Маккембридж доминирует на экране. «Становясь, как правило, центром притяжения в каждой картине, в которой она играет, Маккембирдж делает всё от неё зависящее, чтобы вдохнуть жизнь в своего очередного персонажа и заставить сюжет работать». Критика «Cosmopolitan» восхитила также живая мастерская работа Кэтрин Гивни в роли ловко манипулирующей окружающими бизнес-леди, которой удаётся свести воедино различные концы этой таинственной истории.